# Электронная ионизация
Электронная ионизация (ЭИ, ионизация электронным ударом, EI — Electron Ionization or Electron Impact) — наиболее распространённый в масс-спектрометрии метод ионизации веществ в газовой фазе.
При электронной ионизации молекулы анализируемого вещества попадают в поток электронов движущихся от эмиттирующего их катода к аноду. Энергия движущихся электронов обычно 70 эВ, что согласно формуле де Бройля соответствует длине стандартной химической связи в органических молекулах (около 0,14 нм). Электроны вызывают ионизацию анализируемых молекул с образованием катион-радикалов:
M + e− = M.+ + 2e−
Электронная ионизация происходит в вакууме (сравн. с химической ионизацией), чтобы предотвратить массовое образование ионов атмосферных газов, которые могут рекомбинировать с ионами анализируемого вещества и разрушать их.
Так как энергия электронов значительно превышает энергию химической связи, происходит фрагментация ионов. Химия фрагментации ионов при электронной фрагментации хорошо изучена, поэтому, зная массы фрагментов и их интенсивности можно предсказать первоначальную структуру вещества . Масс-спектры, полученные с помощью метода электронной ионизации хорошо воспроизводимы, поэтому на сегодняшний день существуют библиотеки, содержащие сотни тысяч спектров различных веществ, значительно облегчающие качественный анализ.
Некоторые вещества подвергаются очень интенсивной фрагментации, порождая только низкомолекулярные фрагменты, затрудняющие идентификацию. Для анализа таких веществ существует альтернативный метод химической ионизации.
Потенциал ионизации молекулы органического соединения обычно ниже 15 эВ, поэтому бомбардировка электронами с энергией 50 эВ и выше сообщает избыточную внутреннюю энергию возникающему молекулярному иону. Эта энергия частично рассеивается за счет разрыва ковалентных связей, энергия которых находится в пределах от 3 до 10 эВ. 
Обычно такой распад происходит избирательно, захватывает широкий круг связей, является высоковоспроизводимым и характеристическим для данного соединения. Более того, процессы фрагментации предсказуемы, и именно они обуславливают широкие возможности масс-спектрометрии для структурного анализа. Часто избыточная энергия молекулярного иона слишком велика, что приводит к исчезновению его пика в масс-спектре (причина этого может заключаться в нестабильности молекулярного иона). Понижение энергии электронного пучка является общепринятым приемом получения молекулярного иона, при этом степень фрагментации значительно уменьшается. Недостаток этого приема состоит в том, что спектр изменяется и его сравнение со "стандартным" литературным спектром становится невозможным. 
Некоторые из общедоступных баз данных содержат спектры ЭУ (electron impact) более 390 000 соединений, которые легко найти с помощью поисковых алгоритмов.